# IJ
Ĳ (IPA: ɛɪ. Nederlandsk: Het Ĳ) (på ældre kort også Y eller Ye) er en flod. Den var tidligere en bugt i provinsen Nordholland. Ĳ er kendt som Amsterdams havnefront og skiller stort set Amsterdam-Noord fra Amsterdam-Centrum.

## Sail
Siden 1975 afholdes hvert 5. år en sejlsportsregatta, SAIL Amsterdam. I fem døgn ligger der sejlskibe fra hele verden i Ĳet. Sail begynder med at alle skibene sejler ind i Ĳ (Sail in) fra Nordsøen via Nordsøkanal og afsluttes med, at de sejler ud igen (Sail Out, i 2015 'Thank You Parade').

## Transport
Fra det 15. til starten af det 20. århundrede havde IJ sammen med Zuiderzee en central rolle i den interne transport i provinsen Holland og til resten af Nederlandene, hvor transporten blev håndteret med både i såkaldt beurtvaart, som var faste sejlplaner mellem byerne.

## Galleriet
- Ĳ og Amsterdam Central Station (venstre), og Amsterdam-Noord (højre).
- Ĳ med Amsterdam Central Station i baggrunden.
- Ĳ og m/s Oranje i 1960.
- Ĳ i det 16. århundrede. Billede: bmz.amsterdam.nl.

- Wikimedia Commons har flere filer relateret til IJ

52°22′51″N 4°56′38″Ø / 52.38083°N 4.94389°Ø